# Cà lồ bắc
Cà lồ bắc hay mạy phông, giả sụ Bắc Bộ (danh pháp: Caryodaphnopsis tonkinensis) là loài thực vật có hoa trong họ Nguyệt quế. Loài này được (Lecomte) Airy Shaw miêu tả khoa học đầu tiên năm 1940.